# Virginia. Zeitschrift für Frauenbuchkritik
Virginia. Zeitschrift für Frauenbuchkritik (kurz: Virginia) ist eine deutschsprachige Rezensionszeitschrift, die seit 1986 erscheint. Sie ist die  erste Frauenliteraturzeitschrift, die einen Überblick über Neuerscheinungen feministischer Literatur bietet. Die Zeitschrift hatte zu Beginn unter anderem eine Bedeutung für viele Klein- und Selbstverlage der Frauenliteratur, da diese häufig ohne Werbebudgets arbeiten und auf Empfehlungen und Rezensionen angewiesen waren.

## Profil
Die Zeitschrift erscheint zweimal jährlich und stellt – ihrer Selbstdarstellung entsprechend – „Bücher von Frauen für Frauen“ vor. Dazu gehören Belletristik, Biografien, Sachbücher zu Frauenthemen, Frauenforschung und Feministische Theorie, außerdem gibt es kurze Rezensionen zu Krimis und Mädchenbüchern. Die Herbstausgabe stellt schwerpunktmäßig Autorinnen des Gastlandes der Frankfurter Buchmesse vor.
Die Redaktion verantworten Doris Hermanns (seit 2000), Verlegerin Britta Jürgs und Susanne Webel. Zwei der drei Redakteurinnen waren BücherFrau des Jahres, Jürgs 2011, Hermanns 2021.

## Geschichte
Virginia wurde im April 1986 von Anke Schäfer und Hinrike Gronewold „in der Küche des Daphne Verlags in Göttingen“ (s. Susanne Amrain) gegründet.
Sie startete mit einer Auflage von 15000 Exemplaren, die bis ins Jahr 2000 auf 50000 erhöht und kostenlos verteilt wurde.
In den ersten Jahren erschien sie in Anke Schäfers Feministischem Buchverlag; von 2001 bis 2011 (Nr. 30–49) verlegte der Christel Göttert Verlag in Rüsselsheim die Zeitschrift, und seit der Ausgabe 50 im März 2012 ist der Berliner Aviva Verlag unter Herausgeberin Britta Jürgs verantwortlich.
Aktuell (2019) wird die Zeitschrift über 51 Buchläden, zahlreiche Bibliotheken oder im Abonnement verbreitet. Inzwischen liegt die Auflage laut Mediadaten bei 10000.